# Dana (sockenhuvudort i Kina, Tibet Autonomous Region, lat 29,71, long 89,24)
Dana (kinesiska: 达那, 达那乡) är en sockenhuvudort i Kina. Den ligger i den autonoma regionen Tibet, i den sydvästra delen av landet, omkring 180 kilometer väster om regionhuvudstaden Lhasa. Antalet invånare är 2 448. Befolkningen består av 1 156 kvinnor och 1 292 män. Barn under 15 år utgör 24,0 %, vuxna 15-64 år 68 %, och äldre över 65 år 6,0 %.
Runt Dana är det glesbefolkat, med 8 invånare per kvadratkilometer. Närmaste större samhälle är Namling, 13,7 km väster om Dana. Trakten runt Dana består i huvudsak av gräsmarker.
Genomsnittlig årsnederbörd är 686 millimeter. Den regnigaste månaden är juli, med i genomsnitt 216 mm nederbörd, och den torraste är november, med 1 mm nederbörd.